# Александър II (Русия)
Вижте пояснителната страница за други личности с името Александър II.
Александър II Николаевич (на руски: Александр II Николаевич) е император на Русия, цар на Полша и велик княз на Финландия (1855 – 1881) от династията Холщайн-Готорп-Романов.
Известен е с либералните реформи, които извършва в руското общество. Най-значима сред тях е отмяната на крепостничеството през 1861 г., която му донася прозвището Цар Освободител. В България това прозвище се свързва най-вече с победата му в Руско-турската война през 1877 – 1878 г., вследствие на която част от българските етнически територии са освободени от петвековното владичество на Османската империя и стават автономно княжество. Срещу него са извършени 8 атентата след 1866 г.

## Биография
Александър Николаевич е син на предишния император Николай I и съпругата му Александра Фьодоровна, дъщеря на пруския крал Фридрих Вилхелм III. Управлението на баща му се основава на консервативни принципи, като свободата на мисълта се потиска и цензурата е строга. Самият Александър получава по-скоро либерално образование под наставничеството на поета Василий Жуковски.
Александър наследява трона след смъртта на баща си през 1855 г. През първата година от управлението си той продължава Кримската война, а след падането на Севастопол сключва мир, като преговорите води бъдещият външен министър Александър Горчаков. Подтикнат от поражението във войната, през следващите години Александър II провежда редица реформи, които имат за цел да модернизират страната и да възвърнат нейното положение на важен фактор в европейската и световна политика.

### Вътрешна политика
Реформите на Александър II целят либерализация на стопанския живот, която довежда до създаването на много нови предприятия. Най-важното преобразование е премахването на крепостничеството, което от десетилетия спира икономическото развитие на страната. След внимателна подготовка, в която активно участват Яков Ростовцев, Николай Милютин и братът на императора Константин Николаевич, на 3 март 1861 е публикуван законът за отмяна на крепостното право, който и предвижда процедури за оземляване на освободените селяни.
При управлението на Александър II са проведени и други важни реформи. Цензурата е отслабена, премахнати са ограниченията за пътуване в чужбина и е намалена държавната намеса в управлението на университетите (1863 г.). Съдебната система е преобразувана по френски модел (1864 г.), опростени са съдебните процедури и е въведен нов наказателен кодекс, премахнато е смъртното наказание, създадена е система на местно самоуправление в провинцията (1864 г.) и градовете (1870 г.). През 1874 г. армията е сериозно реформирана, като е въведена всеобща военна повинност.

### Външна политика
Въпреки провежданите реформи, Александър II продължава политиката на потискане на полското национално движение. Януарското въстание от 1863 – 1864 г. е потушено след осеммесечни боеве, като хиляди поляци са екзекутирани, а други десетки хиляди са депортирани в Сибир. Въведеното в Литва военно положение се запазва близо половин век. Забранени са публикациите на местните езици – литовски, украински, беларуски (вижте Емски указ), а полският е разрешен само в частни разговори. В същото време във Финландия е възстановен парламентът, въведена е местна валута (финландска марка), финският език получава равен статут с шведския.
През 1867 г. Александър II продава за златни долари на Съединените американски щати руските права върху Аляска, която от 1799 г. е експлоатирана съвместно от двете страни. Русия завладява значителни територии в Средна Азия – Бухара (1864 г.), Хива (1873 г.), Коканд (1876 г.).
В областта на външната политика император Александър II обръща особено внимание на т. нар. Източен въпрос и отмяната на условията на Парижкия мирен договор от 1856 г. След Цариградската конференция и Лондонската конференция на Великите сили, започва Руско-турската война (1877 – 1878). Войната приключва с подписването на предварителния мирен Санстефански договор (1878), с който България става автономно трибутарно княжество. Берлинският конгрес (1878 г.) затвърждава политическото положение на Русия в Европа като Велика сила.
Малко известен в България е фактът, че през 1876 – 1877 г. Александър II взима лично участие в сключването на тайно Райхщадско споразумение с Австро-Унгария във връзка с Руско-турската война, което е предизвестявало провеждането на Берлинския конгрес, довел до разпокъсването на България и предаването на Босна и Херцеговина под управлението на Австро-Унгария.

### Атентати
След 1866 г. са извършени осем покушения срещу Александър II.
През 1879 г. радикалната организация „Народна воля“ взривява влак на императора, пътуващ по железопътната линия от Ливадия към Москва, но Александър II не се намира в него.
На 5 февруари 1880 г. те успяват да взривят трапезарията на Зимния дворец в навечерието на тържествена вечеря в чест на българския княз Александър Батенберг. Двамата не са наранени, тъй като закъсняват за вечерята, но 67 души от присъстващите са убити и ранени.
Александър II е убит на 13 март (1 март стар стил) 1881 г. при атентат, организиран от „Народна воля“ и осъществен от първомартовци. При преминаване на каретата му по крайбрежната улица на „Канал Грибоедова“ (до 1923 година – Екатери́нинский канал) в Санкт Петербург под бронираната карета е взривена самоделна бомба – конструкция на Николай Кибалчич, използваща гелигнит (желеобразна смес от пироксилин и динамит). Каретата е частично разрушена, но императорът не е засегнат. След като той слиза от колата, втори атентатор взривява императора и себе си с втора подобна бомба.

## Потомство
На 16 април 1841 г. Александър Николаевич се жени за Мария Хесенска, дъщеря на великия херцог на Хесен-Дармщад Лудвиг II Хесенски, която приема името Мария Александровна. По-малко от месец след нейната смърт, на 6 юли 1880 г., той сключва морганатичен брак с дългогодишната си любовница княгиня Екатерина Долгорука, от която вече има три деца.
| Име                         | Раждане | Смърт | Бележки                                               |
| --------------------------- | ------- | ----- | ----------------------------------------------------- |
| От Мария Александровна      |         |       |                                                       |
| Александра Александровна    | 1842    | 1849  |                                                       |
| Николай Александрович       | 1843    | 1865  | сгоден за Дагмар Датска                               |
| Александър III              | 1845    | 1894  | женен за Дагмар Датска                                |
| Владимир Александрович      | 1847    | 1909  | женен за Мария Александрина фон Мекленбург-Шверин     |
| Алексей Александрович       | 1850    | 1908  | женен за Александра Жуковска                          |
| Мария Александровна         | 1853    | 1920  | омъжена за Алфред фон Сакс-Кобург-Гота                |
| Сергей Александрович        | 1857    | 1905  | женен за Елизабет Хесенска                            |
| Павел Александрович         | 1860    | 1919  | женен за Александра Гръцка; повторно за Олга Карнович |
| От Екатерина Долгорука      |         |       |                                                       |
| Георгий Романов-Юриевски    | 1872    | 1913  |                                                       |
| Олга Романова-Юриевска      | 1873    | 1925  |                                                       |
| Борис Романов-Юриевски      | 1876    | 1876  |                                                       |
| Екатерина Романова-Юриевска | 1878    | 1959  |                                                       |

## Памет
На негово име е наречен булевард „Цар Освободител“ в Центъра на София (Карта).

## Галерия
- Коронацията на Александър II в Кремъл, Москва, 7 септември 1855 г.
- Паметник на император Александър II в Пловдив
- Покушението на Екатерининския канал на 1 март 1881 г., неизвестен художник
- Съвременен изглед към църквата „Спас на крови“, изградена на мястото на покушението над Александър II, днес на „Канал Грибоедова“
- Паметникът на Цар Освободител в София